# Jarno Trulli
Jarno Trulli (ur. 13 lipca 1974 w Pescarze) – włoski kierowca wyścigowy. W Formule 1 startował od sezonu 1997 do 2011. Reprezentował zespoły Minardi, Prost, Jordan, Renault, Toyota i Lotus. W tej serii wyścigowej wygrał tylko raz, podczas Grand Prix Monako 2004. Zwycięzca niemieckiej Formuły 3 w sezonie 1996.

## Życie prywatne
Urodził się 13 lipca 1974 w Pescarze. Jego rodzice dali mu imię po Jarno Saarinenie, fińskim motocykliście wyścigowym, który zginął w 1973 na torze Autodromo Nazionale di Monza. W 2004 ożenił się z Barbarą, z którą ma dwójkę dzieci – Enzo i Marco. Trulli jest właścicielem winnicy w rodzinnej Abruzji.

## Życiorys

### Początki kariery
Trulli swoją karierę wyścigową, podobnie jak wielu innych kierowców Formuły 1, rozpoczął od kartingu. W latach 1988–1990 zdobył trzy kolejne tytuły mistrza Włoch w kartingowej klasie 100 National. W 1990 zdobył tytuł wicemistrza świata juniorów w klasie A, a w Mistrzostwach Świata klasy Formuła A zajął 4. miejsce. Rok później startował w klasie Formuła K zdobywając mistrzostwo świata. Zajął również 3. pozycję w Mistrzostwach Europy oraz 22. miejsce w Pucharze Świata. Ponadto wziął udział w Mistrzostwach Świata klasy Formuła C, jednak zajął w nich odległe, 32. miejsce. W 1992 bronił wywalczonego rok wcześniej tytułu kartingowego Mistrza Świata w klasie Formuła K, jednak ostatecznie został sklasyfikowany dopiero na 19. pozycji. W 1993 zadebiutował w Formule 3 startując w 6 wyścigach włoskiej edycji tej serii wyścigowej, jednakże nie zdobył w nich punktów. W tym samym roku wziął również udział w Pucharze Świata kartingowej klasie Formuła Super A zajmując ostatecznie 3. miejsce. W 1994 ponownie startował w tej klasie zdobywając tytuły Mistrza Europy i Ameryki Północnej, jednak w Mistrzostwach Świata zajął dopiero 30. miejsce. Ponadto w tym samym roku zdobył tytuł Mistrza Świata w klasie Formuła C. Wziął również udział w jednym z wyścigów brytyjskiej serii Formuły 3, jednak nie zdobył w nim punktów. Rok 1995 był ostatnim rokiem startów Trulliego w wyścigach kartingowych. Zdobył on tytuł Mistrza Włoch w klasie 100 International, w Mistrzostwach Europy klasy Formuła Super A zajął 3. miejsce, a w Mistrzostwach Świata klasy Formuła C został sklasyfikowany na 6. pozycji. Wziął również udział w 12 z 16 rozegranych wyścigów niemieckiej edycji Formuły 3 wygrywając dwukrotnie. W klasyfikacji generalnej zajął ostatecznie 4. pozycję z dorobkiem 95 punktów. Wystartował także w kończącym sezon Grand Prix Makau, uznawanym za nieoficjalne Mistrzostwa Świata Formuły 3, gdzie zajął 2. miejsce. W 1996 podpisał kontrakt ze startującym w Formule 1 Bennetonem, w którym był kierowcą testowym. Wystartował również ponownie w niemieckiej Formule 3. Dziesięciokrotnie stawał na podium, z czego sześciokrotnie wygrał, co pozwoliło mu zdobyć tytuł mistrzowski. Podobnie jak rok wcześniej wziął także udział w kończącym sezon Grand Prix Makau, które ukończył na 3. pozycji. Wcześniej wystartował również w wyścigach Masters of Formula 3 oraz Grand Prix Monako Formuły 3, jednak w obu zajął dopiero 18. miejsce.

### Formuła 1

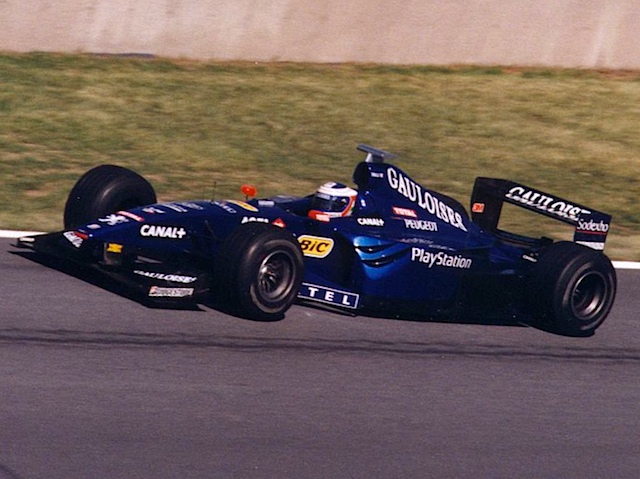
Trulli w bolidzie zespołu Prost Grand Prix podczas GP Kanady w 1999

W 1996 podpisał kontrakt ze startującym w Formule 1 Bennetonem, w którym był kierowcą testowym. Rok później Trulli planował wystartować w serii wyścigowej Formuła 3000. Ostatecznie podpisał jednak kontrakt zespołem Minardi, w którym miał występować do końca sezonu 1997. W Formule 1 zadebiutował 8 marca 1997, podczas Grand Prix Australii, do której wyruszał z 17. pola startowego, a wyścig, mimo straty 3 okrążeń do zwycięzcy, ukończył na 9. pozycji. W kolejnych dwóch wyścigach – Grand Prix Brazylii oraz Grand Prix Argentyny zajął kolejno 12. oraz 9. miejsce. Z następnych czterech wyścigów Trulli ukończył tylko jeden, na torze Circuit de Catalunya, podczas Grand Prix Hiszpanii, gdzie został sklasyfikowany na 15. miejscu z 2 okrążeniami straty do zwycięzcy. Po Grand Prix Kanady nieoczekiwanie otrzymał od zespołu Prost ofertę tymczasowego zastępstwa Oliviera Panisa na stanowisku kierowcy wyścigowego tego zespołu. Francuz w wyniku wypadku na torze Circuit Gilles Villeneuve doznał złamania obu nóg i nie mógł startować w wyścigach przez ponad trzy miesiące. W tym czasie Trulli wystartował w 7. wyścigach. Jego najlepszym wynikiem było 4. miejsce podczas Grand Prix Niemiec, dzięki któremu zdobył swoje pierwsze punkty w historii startów w Formule 1. W ostatnim starcie przed powrotem Panisa Trulli przez 37 okrążeń prowadził w wyścigu o Grand Prix Austrii, jednak awaria silnika na 12 okrążeń przed końcem wyścigu wykluczyła go z dalszej rywalizacji. Był to ostatni start Trulliego w sezonie 1997, gdyż na ostatnie trzy wyścigi sezonu jego miejsce ponownie zajął Oliver Panis.
Trulli postanowił pozostać w swoim dotychczasowym teamie na dwa kolejne sezony. W jego barwach po raz pierwszy stanął na podium (w sezonie 1999), ale ogólnie słabe wyniki tej stajni sprawiły, iż w poszukiwaniu sukcesów przeniósł się do Jordana. Dla niego w sezonie 2000 Jordan nie stanowił już takiej siły jak kilka lat wcześniej, toteż Trulli w ciągu dwóch lat w irlandzkiej stajni ani razu nie stanął na podium. Zaimponował za to świetnymi występami w sesjach kwalifikacyjnych, co spowodowało przypięcie mu swoistej łatki „mistrza tylko i wyłącznie kwalifikacji”.

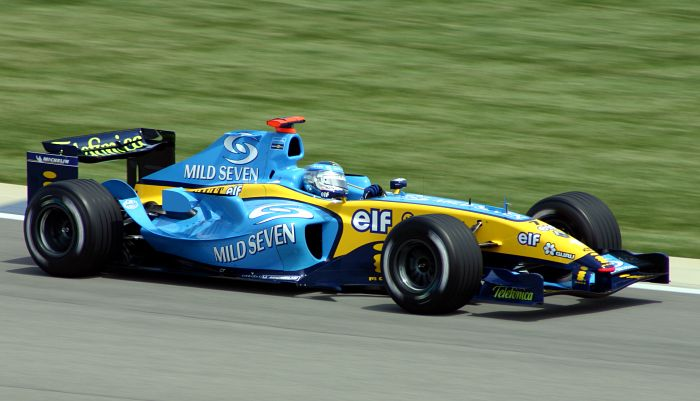
Trulli w bolidzie Renault podczas GP Stanów Zjednoczonych w 2004 roku

W sezonie 2002 Trulli stał się zawodnikiem Renault, gdzie partnerował Jensonowi Buttonowi, którego na ogół wyprzedzał w kwalifikacjach i któremu na ogół ulegał w wyścigach. Gdy rok później Button odszedł, Trulli pozostał, otrzymawszy za partnera Fernando Alonso. Zespół Renault w sezonie 2003 dysponował dobrym samochodem, który dał Alonso triumf w Grand Prix Węgier. Trulli nie był w stanie mu dorównać, zajmując jedynie miejsce na podium w Niemczech. Następny sezon przyniósł jednakże znaczną poprawę postawy Włocha. W pierwszej połowie sezonu 2004 to Trulli był lepszym z pary kierowców Renault, regularnie zdobywając punkty (łącznie w sezonie zdobył ich 46 co dało mu 6. miejsce), a w GP Monako odniósł pierwsze zwycięstwo.
Mając poparcie co najmniej poprawnych wyników, Jarno był pewny, iż zostanie w Renault na następny sezon, ale przeszkodziło temu pogorszenie się jego stosunków z szefem, Flavio Briatore. Błąd w Grand Prix Francji popełniony tuż przed metą, który odebrał Trulliemu trzecie miejsce na rzecz Rubensa Barrichello, stał się początkiem końca włoskiego kierowcy w stajni Renault. Trulli w końcówce sezonu nie zdobył ani punktu – później oskarżał byłych już szefów o faworyzowanie Alonso – a wreszcie, na trzy wyścigi przed końcem został usunięty ze stajni. Jego miejsce zajął Jacques Villeneuve.

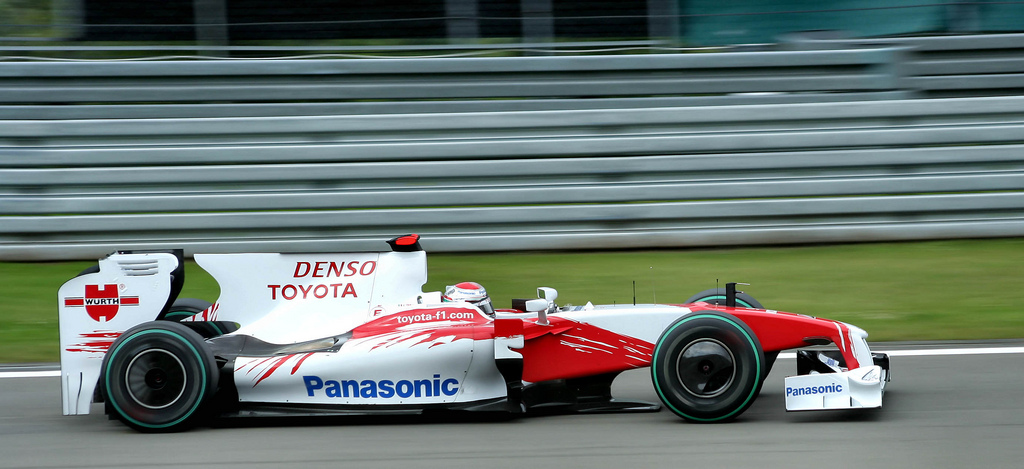
Jarno Trulli podczas Grand Prix Niemiec 2009

Trulli, zgodnie z wcześniej podpisaną umową, trafił do zespołu Toyoty i wystąpił w jego barwach jeszcze w dwóch ostatnich wyścigach sezonu 2004. W sezonie 2005 zajmował wysokie miejsca w wyścigach, zdobył dla Toyoty pierwsze pole position w historii i okazywał się zdecydowanie lepszy od partnera, Ralfa Schumachera, choć ostatecznie stracił do niego 2 punkty w klasyfikacji generalnej.
W sezonach 2006 i 2007 wraz z Ralfem Schumacherem nadal reprezentował barwy Toyoty, zajmując odpowiednio 12 i 13. miejsce w klasyfikacji końcowej. Kontrakt z tym podpisał także na sezon 2008. Jego nowym partnerem w tym sezonie był Niemiec Timo Glock. Sezon ten był dużo lepszy od dwóch poprzednich. Jarno po raz pierwszy od 2005 zajął miejsce na podium (3 lokata). Miało to miejsce podczas Grand Prix Francji, gdzie bronił się przed Heikki Kovalainenem. Ostatecznie w klasyfikacji generalnej zajął 9. miejsce z liczbą 31 punktów. W sezonie 2009 ponownie reprezentował barwy Toyoty.

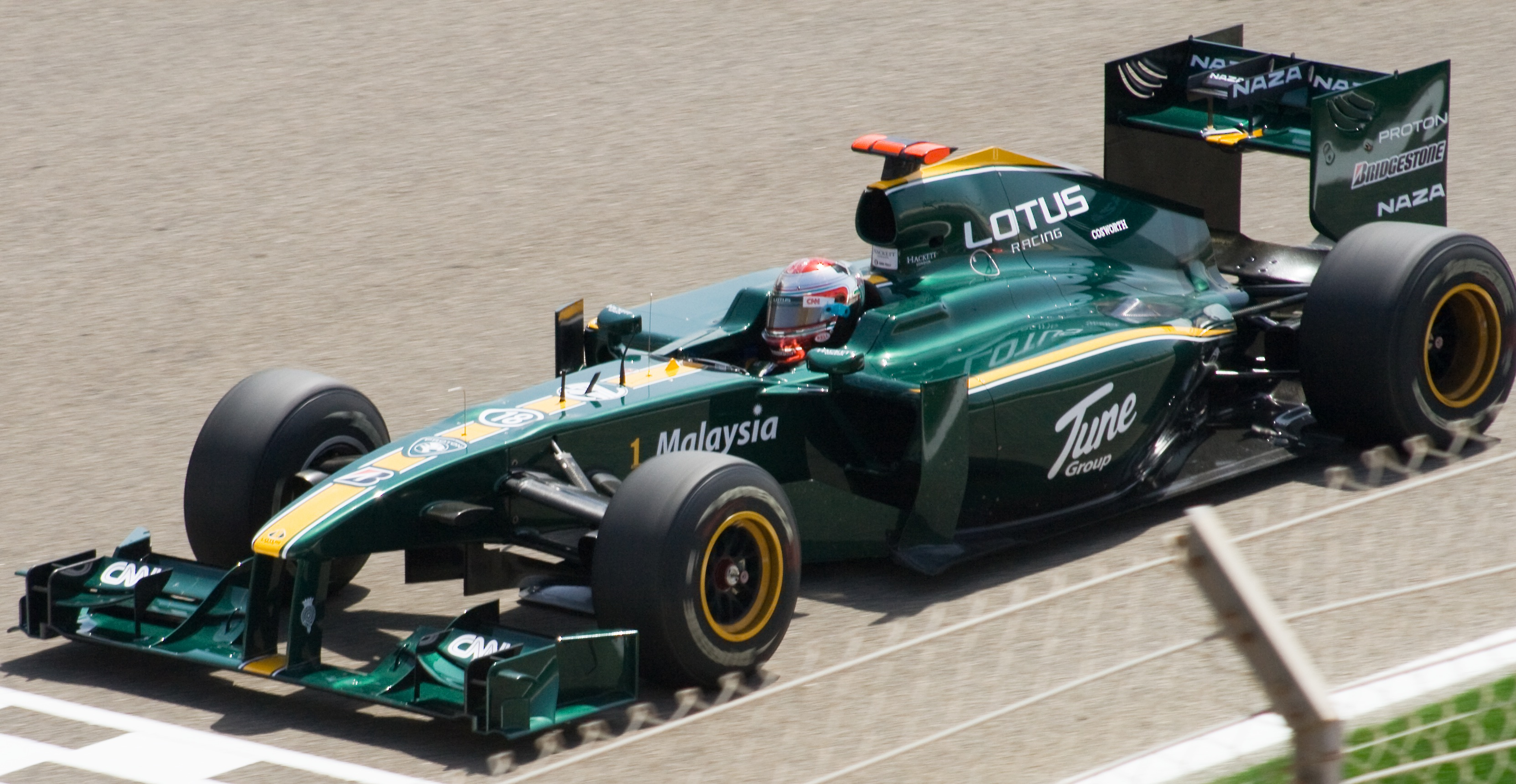
Trulli w bolidzie Lotus podczas GP Bahrajnu w 2010 roku

W sezonie 2010 Jarno Trulli został kierowcą zespołu Lotus. W dwóch sezonach startów w tym zespole nie zdołał zdobyć punktów.

### Formuła E
W sezonie 2014/2015 Włoch podpisał kontrakt ze szwajcarską ekipą Trulli na starty w Formule E. W ciągu jedenastu wyścigów, w których wystartował, uzbierał łącznie piętnaście punktów. Został sklasyfikowany na dwudziestej pozycji w końcowej klasyfikacji kierowców.

## Wyniki

### Formuła 1
| Legenda oznaczeń w tabelach wyników Wyświetl szablon na nowej stronie | Legenda oznaczeń w tabelach wyników Wyświetl szablon na nowej stronie                                                                     |
| Oznaczenie                                                            | Wyjaśnienie |
| --------------------------------------------------------------------- | --- |
| Złoty                                                                 | Zwycięzca lub mistrzostwo |
| Srebrny                                                               | 2. miejsce lub wicemistrzostwo |
| Brązowy                                                               | 3. miejsce lub II wicemistrzostwo |
| Zielony                                                               | Ukończył, punktował (w klasyfikacji generalnej, gdy zdobył co najmniej jeden punkt na przestrzeni sezonu, poza trzema powyższymi opcjami) |
| Niebieski                                                             | Ukończył, nie punktował (w klasyfikacji generalnej, gdy nie zdobył co najmniej jednego punktu na przestrzeni sezonu)                      |
| Czerwony                                                              | Nie zakwalifikował się (NZ) |
| Czerwony                                                              | Nie prekwalifikował się (NPK) |
| Różowy                                                                | Nie ukończył (NU) |
| Różowy                                                                | Niesklasyfikowany (NS) (w klasyfikacji generalnej, gdy nie został sklasyfikowany w żadnym wyścigu sezonu)                                 |
| Czarny                                                                | Zdyskwalifikowany (DK) |
| Czarny                                                                | Wykluczony (WYK/EX) |
| Biały                                                                 | Nie wystartował (NW) |
| Biały                                                                 | Kontuzjowany (K/INJ) |
| Biały                                                                 | Wyścig odwołany (OD/C) |
| Bez koloru                                                            | Został wycofany (WYC/WD) |
| Bez koloru                                                            | Nie przybył (NP/DNA) |
| Bez koloru                                                            | Nie brał udziału w treningach (NT/DNP) |
| Bez koloru                                                            | Nie został zgłoszony (–) |
| Pogrubienie                                                           | Start z pole position |
| Kursywa                                                               | Najszybsze okrążenie wyścigu |
| †                                                                     | Nie ukończył, ale jego rezultat został zaliczony ze względu na przejechanie więcej niż 90% dystansu wyścigu.                              |
| *                                                                     | Sezon w trakcie |
| 1/2/3                                                                 | Punktowana pozycja w sprincie kwalifikacyjnym                                                                                             |
| Lista systemów punktacji Formuły 1                                    | |

| Sezon | Zespół                  | Samochód                     | Pozycje startowe / w wyścigach | Pozycje startowe / w wyścigach | Pozycje startowe / w wyścigach | Pozycje startowe / w wyścigach | Pozycje startowe / w wyścigach | Pozycje startowe / w wyścigach | Pozycje startowe / w wyścigach | Pozycje startowe / w wyścigach | Pozycje startowe / w wyścigach | Pozycje startowe / w wyścigach | Pozycje startowe / w wyścigach | Pozycje startowe / w wyścigach | Pozycje startowe / w wyścigach | Pozycje startowe / w wyścigach | Pozycje startowe / w wyścigach | Pozycje startowe / w wyścigach | Pozycje startowe / w wyścigach | Pozycje startowe / w wyścigach | Pozycje startowe / w wyścigach | Pozycje startowe / w wyścigach | Pozycje startowe / w wyścigach |
| Sezon | Zespół                  | Silnik                       | 1                              | 2                              | 3                              | 4                              | 5                              | 6                              | 7                              | 8                              | 9                              | 10                             | 11                             | 12                             | 13                             | 14                             | 15                             | 16                             | 17                             | 18                             | 19                             | 20                             | 21                             |
| 1997  |                         |                              | Australia                      | Brazylia                       | Argentyna                      | San Marino                     | Monako                         | Hiszpania                      | Kanada                         | Francja                        | Wielka Brytania                | Niemcy                         | Węgry                          | Belgia                         | Włochy                         | Austria                        | Luksemburg                     | Japonia                        | Unia Europejska                |                                |                                |                                |                                |
| ----- | ----------------------- | ---------------------------- | ------------------------------ | ------------------------------ | ------------------------------ | ------------------------------ | ------------------------------ | ------------------------------ | ------------------------------ | ------------------------------ | ------------------------------ | ------------------------------ | ------------------------------ | ------------------------------ | ------------------------------ | ------------------------------ | ------------------------------ | ------------------------------ | ------------------------------ | ------------------------------ | ------------------------------ | ------------------------------ | ------------------------------ |
| 1997  | Prost Grand Prix        | Prost JS45                   | -                              | -                              | -                              | -                              | -                              | -                              | -                              | 6                              | 13                             | 11                             | 12                             | 14                             | 16                             | 3                              | -                              | -                              | -                              |                                |                                |                                |                                |
| 1997  | Prost Grand Prix        | Mugen Honda 3.0 V10          | -                              | -                              | -                              | -                              | -                              | -                              | -                              | 10                             | 8                              | 4                              | 7                              | 15                             | 10                             | NU                             | -                              | -                              | -                              |                                |                                |                                |                                |
| 1997  | Minardi                 | Minardi M197                 | 17                             | 17                             | 18                             | 20                             | 18                             | 18                             | 20                             | -                              | -                              | -                              | -                              | -                              | -                              | -                              | -                              | -                              | -                              |                                |                                |                                |                                |
| 1997  | Minardi                 | Hart 3.0 V8                  | 9                              | 12                             | 9                              | NW                             | NU                             | 15                             | NU                             | -                              | -                              | -                              | -                              | -                              | -                              | -                              | -                              | -                              | -                              |                                |                                |                                |                                |
| 1998  |                         |                              | Australia                      | Brazylia                       | Argentyna                      | San Marino                     | Hiszpania                      | Monako                         | Kanada                         | Francja                        | Wielka Brytania                | Austria                        | Niemcy                         | Węgry                          | Belgia                         | Włochy                         | Luksemburg                     | Japonia                        |                                |                                |                                |                                |                                |
| 1998  | Prost Grand Prix        | Prost AP01                   | 15                             | 12                             | 16                             | 16                             | 16                             | 10                             | 14                             | 12                             | 14                             | 16                             | 14                             | 16                             | 13                             | 10                             | 14                             | 14                             |                                |                                |                                |                                |                                |
| 1998  | Prost Grand Prix        | Peugeot A16 3.0 V10          | NU                             | NU                             | 11                             | NU                             | 9                              | NU                             | NU                             | NU                             | NU                             | 10                             | 12                             | NU                             | 6                              | 13                             | NU                             | 12                             |                                |                                |                                |                                |                                |
| 1999  |                         |                              | Australia                      | Brazylia                       | San Marino                     | Monako                         | Hiszpania                      | Kanada                         | Francja                        | Wielka Brytania                | Austria                        | Niemcy                         | Węgry                          | Belgia                         | Włochy                         | Unia Europejska                | Malezja                        | Japonia                        |                                |                                |                                |                                |                                |
| 1999  | Prost Grand Prix        | Prost AP02                   | 12                             | 13                             | 14                             | 7                              | 9                              | 9                              | 8                              | 14                             | 13                             | 9                              | 13                             | 12                             | 12                             | 10                             | 18                             | 7                              |                                |                                |                                |                                |                                |
| 1999  | Prost Grand Prix        | Peugeot A18 3.0 V10          | NU                             | NU                             | NU                             | 7                              | 6                              | NU                             | 7                              | 9                              | 7                              | NU                             | 8                              | 12                             | NU                             | 2                              | NU                             | NU                             |                                |                                |                                |                                |                                |
| 2000  |                         |                              | Australia                      | Brazylia                       | San Marino                     | Wielka Brytania                | Hiszpania                      | Unia Europejska                | Monako                         | Kanada                         | Francja                        | Austria                        | Niemcy                         | Węgry                          | Belgia                         | Włochy                         | Stany Zjednoczone              | Japonia                        | Malezja                        |                                |                                |                                |                                |
| 2000  | Jordan Grand Prix       | Jordan EJ10                  | 6                              | 12                             | 8                              | 11                             | 7                              | 6                              | 2                              | 7                              | 9                              | 5                              | 6                              | 12                             | 2                              | 6                              | 5                              | 15                             | 9                              |                                |                                |                                |                                |
| 2000  | Jordan Grand Prix       | Mugen Honda MF-301HE 3.0 V10 | NU                             | 4                              | 15                             | 6                              | 12                             | NU                             | NU                             | 6                              | 6                              | NU                             | 9                              | 7                              | NU                             | NU                             | NU                             | 13                             | 12                             |                                |                                |                                |                                |
| 2001  |                         |                              | Australia                      | Malezja                        | Brazylia                       | San Marino                     | Hiszpania                      | Austria                        | Monako                         | Kanada                         | Unia Europejska                | Francja                        | Wielka Brytania                | Niemcy                         | Węgry                          | Belgia                         | Włochy                         | Stany Zjednoczone              | Japonia                        |                                |                                |                                |                                |
| 2001  | Jordan Grand Prix       | Jordan EJ11                  | 7                              | 5                              | 7                              | 5                              | 6                              | 5                              | 8                              | 4                              | 7                              | 5                              | 4                              | 10                             | 5                              | 16                             | 5                              | 8                              | 8                              |                                |                                |                                |                                |
| 2001  | Jordan Grand Prix       | Honda RA001E 3.0 V10         | NU                             | 8                              | 5                              | 5                              | 4                              | DK                             | NU                             | 11                             | NU                             | 5                              | NU                             | NU                             | NU                             | NU                             | NU                             | 4                              | 8                              |                                |                                |                                |                                |
| 2002  |                         |                              | Australia                      | Malezja                        | Brazylia                       | San Marino                     | Hiszpania                      | Austria                        | Monako                         | Kanada                         | Unia Europejska                | Wielka Brytania                | Francja                        | Niemcy                         | Węgry                          | Belgia                         | Włochy                         | Stany Zjednoczone              | Japonia                        |                                |                                |                                |                                |
| 2002  | Renault F1              | Renault R202                 | 7                              | 12                             | 6                              | 8                              | 9                              | 16                             | 7                              | 10                             | 7                              | 7                              | 8                              | 8                              | 6                              | 7                              | 11                             | 8                              | 11                             |                                |                                |                                |                                |
| 2002  | Renault F1              | Renault 3,0l V10             | NU                             | NU                             | NU                             | 9                              | 10                             | NU                             | 4                              | 6                              | 8                              | NU                             | NU                             | NU                             | 8                              | NU                             | 4                              | 5                              | NU                             |                                |                                |                                |                                |
| 2003  |                         |                              | Australia                      | Malezja                        | Brazylia                       | San Marino                     | Hiszpania                      | Austria                        | Monako                         | Kanada                         | Unia Europejska                | Francja                        | Wielka Brytania                | Niemcy                         | Węgry                          | Włochy                         | Stany Zjednoczone              | Japonia                        |                                |                                |                                |                                |                                |
| 2003  | Renault F1              | Renault R23                  | 12                             | 2                              | 5                              | 16                             | 4                              | 6                              | 4                              | 8                              | 6                              | 6                              | 2                              | 4                              | 6                              | 6                              | 10                             | 20                             |                                |                                |                                |                                |                                |
| 2003  | Renault F1              | Renault RS23 3,0l V10        | 5                              | 5                              | 8                              | 13                             | NU                             | 8                              | 6                              | NU                             | NU                             | NU                             | 6                              | 3                              | 7                              | NU                             | 4                              | 5                              |                                |                                |                                |                                |                                |
| 2004  |                         |                              | Australia                      | Malezja                        | Bahrajn                        | San Marino                     | Hiszpania                      | Monako                         | Unia Europejska                | Kanada                         | Stany Zjednoczone              | Francja                        | Wielka Brytania                | Niemcy                         | Węgry                          | Belgia                         | Włochy                         |                                | Japonia                        | Brazylia                       |                                |                                |                                |
| 2004  | Panasonic Toyota Racing | Toyota TF104                 | -                              | -                              | -                              | -                              | -                              | -                              | -                              | -                              | -                              | -                              | -                              | -                              | -                              | -                              | -                              | -                              | 6                              | 9                              |                                |                                |                                |
| 2004  | Panasonic Toyota Racing | Toyota RVX-04 3,0l V10       | -                              | -                              | -                              | -                              | -                              | -                              | -                              | -                              | -                              | -                              | -                              | -                              | -                              | -                              | -                              | -                              | 11                             | 12                             |                                |                                |                                |
| 2004  | Renault F1              | Renault R24                  | 9                              | 8                              | 7                              | 9                              | 4                              | 1                              | 3                              | 3                              | 20                             | 5                              | 5                              | 6                              | 9                              | 1                              | 9                              | -                              | -                              | -                              |                                |                                |                                |
| 2004  | Renault F1              | Renault RS24 3,0l V10        | 7                              | 5                              | 4                              | 5                              | 3                              | 1                              | 4                              | NU                             | 4                              | 4                              | NU                             | 11                             | NU                             | 9                              | 10                             | -                              | -                              | -                              |                                |                                |                                |
| 2005  |                         |                              | Australia                      | Malezja                        | Bahrajn                        | San Marino                     | Hiszpania                      | Monako                         | Unia Europejska                | Kanada                         | Stany Zjednoczone              | Francja                        | Wielka Brytania                | Niemcy                         | Węgry                          | Turcja                         | Włochy                         | Belgia                         | Brazylia                       | Japonia                        |                                |                                |                                |
| 2005  | Panasonic Toyota Racing | Toyota TF105                 | 2                              | 2                              | 3                              | 5                              | 5                              | 5                              | 4                              | 9                              | 1                              | 2                              | 4                              | 9                              | 3                              | 5                              | 5                              | 3                              | 18                             | 19                             | 11                             |                                |                                |
| 2005  | Panasonic Toyota Racing | Toyota RVX-05 3,0l V10       | 9                              | 2                              | 2                              | 5                              | 3                              | 10                             | 8                              | NU                             | NW                             | 5                              | 9                              | 14                             | 4                              | 6                              | 5                              | NU                             | 13                             | NU                             | 15                             |                                |                                |
| 2006  |                         |                              | Bahrajn                        | Malezja                        | Australia                      | San Marino                     | Unia Europejska                | Hiszpania                      | Monako                         | Wielka Brytania                | Kanada                         | Stany Zjednoczone              | Francja                        | Niemcy                         | Węgry                          | Turcja                         | Włochy                         |                                | Japonia                        | Brazylia                       |                                |                                |                                |
| 2006  | Panasonic Toyota Racing | Toyota TF106                 | 14                             | 9                              | 9                              | 9                              | 7                              | 7                              | 6                              | 22                             | 4                              | 19                             | 4                              | 20                             | 8                              | 12                             | 11                             | 17                             | 4                              | 3                              |                                |                                |                                |
| 2006  | Panasonic Toyota Racing | Toyota RVX-06 2,4l V8        | 16                             | 9                              | NU                             | NU                             | 9                              | 10                             | 17                             | 11                             | 6                              | 4                              | NU                             | 7                              | 12                             | 9                              | 7                              | NU                             | 6                              | NU                             |                                |                                |                                |
| 2007  |                         |                              | Australia                      | Malezja                        | Bahrajn                        | Hiszpania                      | Monako                         | Kanada                         | Stany Zjednoczone              | Francja                        | Wielka Brytania                | Unia Europejska                | Węgry                          | Turcja                         | Włochy                         | Belgia                         | Japonia                        |                                | Brazylia                       |                                |                                |                                |                                |
| 2007  | Panasonic Toyota Racing | Toyota TF107                 | 8                              | 8                              | 9                              | 6                              | 14                             | 10                             | 8                              | 8                              | 10                             | 8                              | 8                              | 9                              | 9                              | 8                              | 13                             | 12                             | 8                              |                                |                                |                                |                                |
| 2007  | Panasonic Toyota Racing | Toyota RVX-07 2,4l V8        | 9                              | 7                              | 7                              | NU                             | 15                             | NU                             | 6                              | NU                             | NU                             | 13                             | 10                             | 16                             | 11                             | 11                             | 13                             | 13                             | 8                              |                                |                                |                                |                                |
| 2008  |                         |                              | Australia                      | Malezja                        | Bahrajn                        | Hiszpania                      | Turcja                         | Monako                         | Kanada                         | Francja                        | Wielka Brytania                | Niemcy                         | Węgry                          | Unia Europejska                | Belgia                         | Włochy                         | Singapur                       | Japonia                        |                                | Brazylia                       |                                |                                |                                |
| 2008  | Panasonic Toyota Racing | Toyota TF108                 | 6                              | 3                              | 7                              | 8                              | 8                              | 8                              | 14                             | 4                              | 14                             | 4                              | 9                              | 7                              | 11                             | 7                              | 11                             | 7                              | 7                              | 2                              |                                |                                |                                |
| 2008  | Panasonic Toyota Racing | Toyota RVX-08 2,4l V8        | NU                             | 4                              | 6                              | 8                              | 10                             | 13                             | 6                              | 3                              | 7                              | 9                              | 7                              | 5                              | 16                             | 13                             | NU                             | 5                              | NU                             | 8                              |                                |                                |                                |
| 2009  |                         |                              | Australia                      | Malezja                        |                                | Bahrajn                        | Hiszpania                      | Monako                         | Turcja                         | Wielka Brytania                | Niemcy                         | Węgry                          | Unia Europejska                | Belgia                         | Włochy                         | Singapur                       | Japonia                        | Brazylia                       |                                |                                |                                |                                |                                |
| 2009  | Panasonic Toyota Racing | Toyota TF109                 | 19                             | 2                              | 6                              | 1                              | 7                              | 18                             | 5                              | 4                              | 14                             | 11                             | 18                             | 2                              | 11                             | 14                             | 2                              | 4                              | 6                              |                                |                                |                                |                                |
| 2009  | Panasonic Toyota Racing | Toyota RVX-09 2,4l V8        | 3                              | 4                              | NU                             | 3                              | NU                             | 13                             | 4                              | 7                              | 17                             | 8                              | 13                             | NU                             | 14                             | 12                             | 2                              | NU                             | 7                              |                                |                                |                                |                                |
| 2010  |                         |                              | Bahrajn                        | Australia                      | Malezja                        |                                | Hiszpania                      | Monako                         | Turcja                         | Kanada                         | Unia Europejska                | Wielka Brytania                | Niemcy                         | Węgry                          | Belgia                         | Włochy                         | Singapur                       | Japonia                        | Korea Południowa               | Brazylia                       |                                |                                |                                |
| 2010  | Lotus F1 Racing         | Lotus T127                   | 20                             | 20                             | 18                             | 20                             | 19                             | 19                             | 19                             | 20                             | 19                             | 21                             | 17                             | 21                             | 18                             | 17                             | 21                             | 19                             | 19                             | 18                             | 19                             |                                |                                |
| 2010  | Lotus F1 Racing         | Cosworth CA2010 2,4l V8      | 17                             | NW                             | 17                             | NU                             | 17                             | 15                             | NU                             | NU                             | 21                             | 16                             | NU                             | 15                             | 19                             | NU                             | NU                             | 13                             | NU                             | 19                             | 21                             |                                |                                |
| 2011  |                         |                              | Australia                      | Malezja                        |                                | Turcja                         | Hiszpania                      | Monako                         | Kanada                         | Unia Europejska                | Wielka Brytania                | Niemcy                         | Węgry                          | Belgia                         | Włochy                         | Singapur                       | Japonia                        | Korea Południowa               | Indie                          |                                | Brazylia                       |                                |                                |
| 2011  | Team Lotus              | Lotus T128                   | 20                             | 20                             | 20                             | 19                             | 18                             | 19                             | 19                             | 20                             | 21                             | -                              | 19                             | 18                             | 19                             | 20                             | 19                             | 20                             | 20                             | 19                             | 20                             |                                |                                |
| 2011  | Team Lotus              | Renault RS27-2011            | 13                             | NU                             | 19                             | 18                             | 18                             | 13                             | 16                             | 20                             | NU                             | -                              | NU                             | 15                             | 14                             | NU                             | 19                             | 17                             | 19                             | 18                             | 18                             |                                |                                |

### Podsumowanie startów
| Legenda oznaczeń w tabelach wyników Wyświetl szablon na nowej stronie | Legenda oznaczeń w tabelach wyników Wyświetl szablon na nowej stronie                                                                     |
| Oznaczenie                                                            | Wyjaśnienie |
| --------------------------------------------------------------------- | --- |
| Złoty                                                                 | Zwycięzca lub mistrzostwo |
| Srebrny                                                               | 2. miejsce lub wicemistrzostwo |
| Brązowy                                                               | 3. miejsce lub II wicemistrzostwo |
| Zielony                                                               | Ukończył, punktował (w klasyfikacji generalnej, gdy zdobył co najmniej jeden punkt na przestrzeni sezonu, poza trzema powyższymi opcjami) |
| Niebieski                                                             | Ukończył, nie punktował (w klasyfikacji generalnej, gdy nie zdobył co najmniej jednego punktu na przestrzeni sezonu)                      |
| Czerwony                                                              | Nie zakwalifikował się (NZ) |
| Czerwony                                                              | Nie prekwalifikował się (NPK) |
| Różowy                                                                | Nie ukończył (NU) |
| Różowy                                                                | Niesklasyfikowany (NS) (w klasyfikacji generalnej, gdy nie został sklasyfikowany w żadnym wyścigu sezonu)                                 |
| Czarny                                                                | Zdyskwalifikowany (DK) |
| Czarny                                                                | Wykluczony (WYK/EX) |
| Biały                                                                 | Nie wystartował (NW) |
| Biały                                                                 | Kontuzjowany (K/INJ) |
| Biały                                                                 | Wyścig odwołany (OD/C) |
| Bez koloru                                                            | Został wycofany (WYC/WD) |
| Bez koloru                                                            | Nie przybył (NP/DNA) |
| Bez koloru                                                            | Nie brał udziału w treningach (NT/DNP) |
| Bez koloru                                                            | Nie został zgłoszony (–) |
| Pogrubienie                                                           | Start z pole position |
| Kursywa                                                               | Najszybsze okrążenie wyścigu |
| †                                                                     | Nie ukończył, ale jego rezultat został zaliczony ze względu na przejechanie więcej niż 90% dystansu wyścigu.                              |
| *                                                                     | Sezon w trakcie |
| 1/2/3                                                                 | Punktowana pozycja w sprincie kwalifikacyjnym                                                                                             |
| Lista systemów punktacji Formuły 1                                    | |

| Sezon | Zgł. | Starty | PKT  | P. | P1 | P2 | P3 | Punkt. | PP | NO | NS | DK | Zespoły         |
| ----- | ---- | ------ | ---- | -- | -- | -- | -- | ------ | -- | -- | -- | -- | --------------- |
| 1997  | 14   | 14     | 3    | 15 | -  | -  | -  | 1      | -  | -  | 4  | -  | Minardi, Prost  |
| 1998  | 16   | 16     | 1    | 15 | -  | -  | -  | 1      | -  | -  | 9  | -  | Prost           |
| 1999  | 16   | 16     | 7    | 11 | -  | 1  | -  | 2      | -  | -  | 8  | -  | Prost           |
| 2000  | 17   | 17     | 6    | 10 | -  | -  | -  | 4      | -  | -  | 7  | -  | Jordan          |
| 2001  | 17   | 17     | 12   | 9  | -  | -  | -  | 5      | -  | -  | 9  | 1  | Jordan          |
| 2002  | 17   | 17     | 9    | 8  | -  | -  | -  | 4      | -  | -  | 9  | -  | Renault         |
| 2003  | 16   | 16     | 33   | 8  | -  | -  | 1  | 10     | -  | -  | 5  | -  | Renault         |
| 2004  | 17   | 17     | 46   | 6  | 1  | -  | 1  | 9      | 2  | -  | 3  | -  | Renault, Toyota |
| 2005  | 19   | 19     | 43   | 7  | -  | 2  | 1  | 9      | 1  | -  | 4  | -  | Toyota          |
| 2006  | 18   | 18     | 15   | 12 | -  | -  | -  | 5      | -  | -  | 5  | -  | Toyota          |
| 2007  | 17   | 17     | 8    | 13 | -  | -  | -  | 4      | -  | -  | 4  | -  | Toyota          |
| 2008  | 18   | 18     | 31   | 9  | -  | -  | 1  | 10     | -  | -  | 3  | -  | Toyota          |
| 2009  | 17   | 17     | 32.5 | 8  | -  | 1  | 2  | 8      | 1  | 1  | 4  | -  | Toyota          |
| 2010  | 19   | 18     | 0    | 21 | -  | -  | -  | -      | -  | -  | 7  | -  | Lotus           |
| 2011  | 18   | 18     | 0    | 21 | -  | -  | -  | -      | -  | -  | 4  | -  | Lotus           |

| Sezony | Zgł. | Starty | PKT   | Najwyższa pozycja (mistrzostwa) | P1 | P2 | P3 | Punkt. | PP | NO | NS | DK | Zespoły |
| ------ | ---- | ------ | ----- | ------------------------------- | -- | -- | -- | ------ | -- | -- | -- | -- | ------- |
| 15     | 256  | 255    | 246.5 | 1x6                             | 1  | 4  | 6  | 72     | 4  | 1  | 85 | 1  | 6       |